# Bushido Blade
Bushido Blade (ブシドーブレード?) è un videogioco sviluppato da LightWeight e pubblicato nel 1997 da Square per PlayStation.
Commercializzato nuovamente da Square Enix insieme al seguito Bushido Blade 2, il videogioco è stato distribuito nel 2008 tramite PlayStation Network.
Il titolo ha ricevuto recensioni positive: considerato un picchiaduro innovativo, secondo lo staff di IGN Bushido Blade è uno dei migliori titoli del genere per PlayStation insieme a Tekken 3, Street Fighter Alpha 3 e Street Fighter EX Plus α.